# مهدی آذر
مهدی آذر (زاده ۱۴ اسفند ۱۲۸۰ مشهد - درگذشته در ۷ خرداد ۱۳۷۳ شیکاگو) پزشک و سیاستمدار ایرانی، وزیر فرهنگ در دولت ملی دکتر مصدق بود.

## تولد  و تحصیلات
مهدی آذر زاده ۱۴ اسفند ۱۲۸۰ در مشهد بود. پدرش حاج میرزا علی آقا مجتهد  نماینده دوره نخست مجلس شورای ملی از خراسان بود.
آذر تحصیلات ابتدایی و متوسطه سیکل اول را در مشهد به پایان برد و چون در مشهد سیکل دوم دبیرستان وجود نداشت هم زمان با کارکردن در یک فرش فروشی  تا ۱۹ سالگی به شاگردی نزد ادیب نیشابوری پرداخت. وی سپس به تهران آمد و تحصیلات سیکل دوم دبیرستان را در دارالفنون به پایان برد.
مهدی آذر پس از تحصیلات مقدماتی در سال ۱۳۰۲ وارد مدرسهٔ عالی طب دارالفنون شد و و در سال ۱۳۰۷ توانست دکتری خویش را دریافت کند. در پس از فراغت از تحصیل در آزمون اعزام به خارج شرکت کرده و پس از قبولی، برای ادامه تحصیل عازم پاریس شد. آذر در سال ۱۳۱۳ در گرایش بیماری‌های داخلی از دانشگاه پاریس تخصص بگیرد. 

## فعالیتهای علمی
آذر را پدر طب داخلی ایران می‌خوانند. او پس از بازگشت به ایران ریاست بهداری آذربایجان غربی، ریاست بهداری وزارت پیشه و هنر وریاست بخش داخلی بیمارستان رازی را برعهده گرفت. در سال ۱۳۲۸ استاد دانشکده پزشکی گردید. وی پایه‌گذار رشتهٔ طب داخلی در ایران و همچنین پایه‌گذار برخی از رشته‌های فوق تخصصی در ایران مانند، نفرولوژی و دیالیز، روماتولوژی، غدد مترشحه داخلی به‌شمار می‌آید.

## فعالیت‌های سیاسی
او در زمان دورهٔ نخست‌وزیری محمد مصدق در سال ۱۳۳۱ به مقام وزارت فرهنگ منصوب شد و تا پایان دورهٔ نخست‌وزیری مصدق در مقام خود برقرار بود. پس از کودتای ۲۸ مرداد ۱۳۳۲ او هم دستگیر و زندانی شد، و پس از آزادی اجازه تدریس در دانشگاه به وی داده نشد.
مهدی آذر جزء هیئت مؤسس جبهه ملی دوم بود و در کنگره جبهه ملی در سال ۱۳۴۱ به سمت نایب اول کنگره از سوی شرکت کنندگان انتخاب شد. وی جز ۱۰ نفر اول منتخب کنگره برای شورای مرکزی جبهه ملی ایران (جبهه ملی دوم) بود.
پس از کودتای ۲۸ مرداد ۱۳۳۲، در اعلامیه شماره ۱۴ فرماندار نظامی تهران که در ۸ شهریور ۱۳۳۲ صادر شد، از مردم خواسته شده بود محل اختفای اشخاصی فوراً به فرمانداری اعلام شود. نام مهدی آذر و سایر وزرای دکتر محمد مصدق در این فهرست گنجانده شده بود. او خود را به فرمانداری نظامی معرفی کرده و در ۲۷ دی ۱۳۳۲ مهدی آذر از زندان آزاد شد. در ۱ بهمن ۱۳۴۰ دکتر آذر که از رهبران جبهه ملی ایران و حزب ایران بود به دنبال نا آرامی‌های دانشگاه‌ها بازداشت شد. .
دکتر آذر به علت اینکه پزشک مورد اعتماد مصدق بود در زمان بستری ایشان برای معالجه در بیمارستان نجمیه و سپس در منزل ایشان به عنوان پزشک معالج دکتر مصدق فعالیت داشتند و جزء معدود افرادی بودند که در هنگام درگذشت محمد مصدق در احمدآباد و در کنارش حضور داشتند.
مهدی آذر از ابتدای شروع فعالیت‌های جبهه ملی چهارم دوباره در عرصه سیاست گام نهاد و در سال ۱۳۵۸ به همراه مسعود حجازی، پرویز ورجاوند، قاسم لباسچی، مهدی غضنفری، علی اکبر محمودیان و  حسین موسویان به سمت عضویت در هیئت اجرایی جبهه ملی چهارم و ریاست هیئت اجرایی جبهه ملی انتخاب شد. وی پس از کناره‌گیری مهندس حسیبی به ریاست شورای مرکزی جبهه ملی ایران برگزیده شد.
او نشریه پیام جبهه ملی ایران را به عنوان ارگان رسمی جبهه ملی تأسیس نمود و به عنوان صاحب امتیاز آن معرفی گردید. این نشریه هفته‌ای سه شماره منتشر می‌شد و اصغر پارسا مدیر مسئول روزنامه و  حسین موسویان مدیر اجرایی آن بود.
پس از اعلام ارتداد جبهه ملی، دکتر آذر به مدت چندین ماه به صورت مخفیانه در ایران زندگی می‌کند و سرانجام از طریق مرز کردستان از کشور خارج شده به آمریکا می‌رود. مهدی آذر مابقی عمر را در شیکاگو زندگی نمود.
دکتر مهدی آذر طی چند مصاحبه (۸ نوار مصاحبه) با حبیب لاجوردی زندگانی خود و نظراتش را پیرامون تاریخ معاصر در پروژه تاریخ شفاهی ایران -دانشگاه هاروارد - مرکز مطالعات خاورمیانه شرح داده است. این مصاحبه توسط ضیاء صدقی انجام شده است

## تالیفات
- طب بالینی
- بیماری های عفونی